# Jack Rackham
Jack Rackham (26. prosinca 1682. – 18. studenoga 1720.), poznatiji kao Calico Jack, bio je engleski piratski kapetan koji je djelovao na Bahamima i oko Kube početkom 18. stoljeća. Nadimak "Calico" dobio je zbog svoje odjeće (kaliko platna).
Rackham je bio aktivan potkraj (1718. – 20.) "Zlatnog doba piratstva" koje je trajalo od 1650-ih do 1730-ih. Najviše je zapamćen ostao po dvije stvari; prva je dizajn Jolly Roger zastave (lubanja s prekriženim mačevima) koja je doprinijela popularizaciji dizajna; druga stvar po kojoj je ostao zapmćen je činjenica da su dva člana njegove posade bile žene: Mary Read te njegova ljubavnica Anne Bonny.
Rackham je srušio Charlesa Vanea s mjesta kapetana broda Ranger, te nakon toga plovi Leewardskim otocima, Jamajčanskim kanalom i Windwardskim prolazom. Prihvatio je pomilovanje 1719. godine i preselio se u New Providence, gdje je upoznao Anne Bonny koja je tada bila udata za Jamesa Bonnya. Rackham se vratio piratstvu 1720. godine, krađom britanskog broda. Tada mu se pridružuje i Anne. U njihovoj novoj posadi nalazila se i Mary Read, koja je tada bila prerušena u muškarca. 
Rackham je uhvaćen 1720. od strane lovca na pirate, Jonathana Barneta, te je obješen u Port Royalu u studenom iste godine.

## Životopis

### Rani život i karijera
Malo toga je poznato o ranom životu Rackhama, osim toga da je Englez i da je rođen negdje oko 1682. godine. Prvi zapis o njemu navode ga kao prvog časnika na brodu Ranger Charlesa Vanea 1718. godine s područjem djelovanja oko otoka New Providence na Bahamima, koji je tada bio poznato mjesto za pirate, znano i kao 'Piratska Republika'. Vane i njegova posada su opljačkali nekoliko brodova izvan New Yorka, nakon čega nailaze na veliki francuski ratni brod. Brod je bio barem dvostruko veći od Rangera, te je odmah krenuo u potjeru za njima. Iako je Vane naredio povlačenje, Rackham se s time nije složio. Rackham je htio da se bore, jer je bio siguran da na tako velikom brodu mora biti mnogo zlata, a uz to, ako bi pobijedili, dobili bi veći brod za sebe. Od devedesetoro ljudi u posadi, samo ih je 15 podržalo prijedlog kapetana Vanea, no Vane je rekao kako je glas kapetana odlučujući, te je bitka ipak izbjegnuta.
24. studenog 1718., Rackham poziva na glasovanje. Posada je označila Vanea kao kukavicu i zanijekali su njegovo kapetanstvo. Tim je činom Calico Jack postao novi kapetan broda Ranger. Rackham je dao Vaneu i njegovim pristašama manji brod, zajedno s dobrom zalihom municije i dobara.

### Kapetan Rackham
Rackhamova karijera sastojala se od pljačkanja manjih brodova blizu obale. On i njegova posada zauzeli su Kingston, mali jamajčanski brod, i njega su uzeli kao glavni brod svoje flote. Imali su nekoliko većih osvajanja na području Zapadnih Indija, otimajući nekoliko većih brodova na području Bermuda.
1719. godine Rackham plovi u Nassau na Bahamima, kako bi iskoristio opću amnestiju za pirate da dobije kraljevsko pomilovanje od guvernera Woodesa Rogersa. Rogers je bio poslan na Bahame da riješi problem karipskih pirata koji su počeli napadati britanske brodove.
U prosincu je osvojio trgovački brod Kingston. Taj brod je imao bogat teret, i trebao je biti veliki ulov za Rackhama i njegovu posadu. Nažalost, brod je primjećen u blizini Port Royala te su trgovci unajmili gusare da ga zauzmu. Gusari su brod zauzeli u veljači 1719. dok su Rackham i posada bili usidreni pokraj Kube. Kako su Rackham i većina posade bili na obali, uspjeli su pobjeći i sakriti se u šumi, no izgubili su brod i sav teret koji su na njemu imali.

### Hvatanje, suđenje i smrt
U rujnu 1720. guverner Bahama Woodes Rogers objavio je proglas u kojem Rackhama i njegovu posadu označava kao pirate. Nakon objave proglasa, Jonathan Barnet, lovac na pirate, kreće u potjeru za Rackhamom i posadom, koji su u to vrijeme plovili u blizini Jamajke, loveći mnogobrojne manje brodove i terorizirajući lokalne ribare.
U listopadu 1720. Barnetov brod sustigao je Rackhama i posadu. Nakon bitke, koju su navodno predvodile Mary Read i Anne Bonny, Rackham i posada su ulovljeni. Dovedeni su na Jamajku u studenom 1720. gdje im se sudilo za piratstvo te su osuđeni na smrt vješanjem.
Rackham je pogubljen u Port Royalu 18. studenoga 1720. a njegovo je tijelo postavljeno kao primjer na glavni ulaz u Port Royal, danas poznat kao Rackhamova Uvala.

### Sudbina njegove posade
Anne Bonny i Mary Read su obje tvrdile kako su trudne za vrijeme njihovih suđenja, te su dobile privremeni oprost. Read je umrla u travnju 1721., najvjerojatnije zbog komplikacija pri porodu. Za Bonny ne postoje povijesni dokumenti o oprostu niti o pogubljenju.
George Fetherston (prvi časnik), Richard Corner (drugi časnik), John Davis i John Howell pogubljeni su zajedno s Jackom. Patrick Carty, Thomas Earl, James Dobbin i Noah Harwood pogubljeni su dan kasnije u Kingstonu.

## U popularnoj kulturi
- Izmišljena verzija Rackhama pojavljuje se u dijelovima Avanture Tintina; Tajna Jednoroga i Blago Crvenog Rackhama. Priča je prilagođena za tv i film.
- U tv seriji Crna jedra kanala Starz, Rackhama glumi Toby Schmitz.
- Jack je također lik u Ubisofotovoj videoigri Assassin's Creed IV: Black Flag.
- Jack je glavni lik romana Kapetan Calico Georgea McDonalda Frasera, objavljenog 10. rujna 2015.
- Jack je glavni lik u pjesmi nazvanoj njegovim imenom, na albumu "Port Royal" grupe Running Wild.